# Willy Claes
Willem Werner Hubert "Willy" Claes  (Hasselt, 24 de novembro de 1938) é um político belga que serviu como 8° Secretário-Geral da OTAN, de 1994 a 1995. Claes foi forçado a renunciar ao seu cargo na OTAN após ser considerado culpado de corrupção, o que foi descoberto durante a investigação da morte de André Cools. Claes era membro do Partido Socialista Flamengo.
Claes nasceu em Hasselt, Bélgica. Formou-se em ciências políticas e diplomáticas pela Vrije Universiteit Brussel (VUB).

## Carreira política
Claes começou sua carreira política no conselho municipal de Hasselt. Em 1968, foi eleito para o parlamento nacional. Em 1972, ele entrou no gabinete pela primeira vez como ministro da educação. Entre 1973 e 1992, foi Ministro de Assuntos Econômicos da Bélgica três vezes. Ele também serviu como vice-primeiro-ministro cinco vezes e foi um importante negociador na formação de governos de coalizão durante a década de 1980. 
Claes foi Ministro das Relações Exteriores de 1992 a 1994 no Governo Jean-Luc Dehaene I, período durante o qual presidiu a retirada da Bélgica da missão de paz da ONU em Ruanda durante o genocídio ruandês. Acredita-se que a retirada da Bélgica e a subsequente proposta de Claes de retirada de todas as tropas da ONU  pioraram drasticamente a situação no terreno, causando milhares de mortes. 
Claes também foi Secretário-Geral da OTAN de 1994 a 1995, quando renunciou após a descoberta de um suborno de mais de 50 milhões de francos belgas (BEF), aceito na época em que ele era ministro de Assuntos Econômicos e ligado às negociações do contrato de defesa com a Agusta e a Dassault.  Um julgamento criminal foi conduzido pelo Tribunal de Cassação, que é responsável por casos envolvendo ministros em exercício. Claes recebeu uma multa de 60.000 BEF, uma sentença de três anos de liberdade condicional e uma proibição de cinco anos de concorrer a cargos públicos. Um recurso no Tribunal Europeu de Direitos Humanos resultou na confirmação da sentença belga. 

## Carreira musical
Claes é conhecido por ser pianista e tem se apresentado com frequência em concertos. Mesmo como secretário-geral da OTAN, ele tinha um piano em sua residência para praticar. 

## Honrarias
- Ministro de Estado
- Cavaleiro da Grã-Cruz da Ordem de Leopoldo II. [8]